# Luís Fernando Martinez
Luís Fernando Lojudice Martinez, noto semplicemente come Luís Fernando Martinez (Magda, 21 aprile 1980), è un ex calciatore brasiliano, di ruolo centrocampista.

## Palmarès
- Campionato brasiliano: 1

Cruzeiro: 2003